# Chandler Egan
Henry Chandler Egan (Chicago, Illinois, Estats Units, 21 d'agost de 1884 - Everett, Washington, Estats Units, 5 d'abril de 1936) fou un golfista estatunidenc guanyador de dues medalles olimpiques, una d'or i una altra d'argent.
Va perdre la medalla d'or individual contra el canadenc George Lyon.
Més tard es va dedicar a dissenyar camps de golf a la Costa Oest dels Estats Units.